# Taracticus rufipennis
Taracticus rufipennis là một loài ruồi trong họ Asilidae. Taracticus rufipennis được Macquart miêu tả năm 1847. Loài này phân bố ở vùng Tân nhiệt đới.